# Langur negre d'Indoxina
El langur negre d'Indoxina (Trachypithecus ebenus) és una espècie de langur poc coneguda originària de Laos i parts adjacents del Vietnam. Inicialment se'l descrigué com a subespècie de T. auratus, però més endavant es descobrí que formava part del grup T. francoisi i alguns autors recomanaren classificar-lo com a subespècie d'aquesta espècie. El 2001 es recomanà tractar-lo com a espècie pròpia.